# Michael Theo
Serafim Michael Theo (ehemals Theoklitos, * 11. Februar 1981 in Melbourne) ist ein australischer Fußballtorhüter mit griechischen Wurzeln.

## Karriere
Theoklitos begann seine Karriere in der Victorian Premier League bei den Bulleen Inter Kings und Bulleen Zebras. In der Saison 2000/01 hatte er bei South Melbourne sein erstes Engagement in der höchsten Spielklasse Australiens, der National Soccer League (NSL), kam aber im Saisonverlauf nicht zum Einsatz. In der Saison 2001/02 spielte er beim neuseeländischen NSL-Klub Football Kingz und war dort Stammtorhüter.
Zur folgenden Saison schaffte er den Sprung zum englischen Drittligisten FC Blackpool und war dort hinter Phil Barnes Ersatztorhüter. Ein Bänderschaden im Knie hielt ihn für einen Großteil der Rückrunde vom Spielbetrieb fern und sein Vertrag wurde zum Saisonende nach insgesamt drei absolvierten Pflichtspielen für Blackpool nicht mehr verlängert. Zurück in Australien spielte er erneut für South Melbourne und nach Einstellung der NSL zum Ende der Saison 2003/04 bei den Bulleen Zebras.
2005 unterschrieb er bei Melbourne Victory in der neu gegründeten Profiliga A-League und stand mit dem Torhüter der australischen Olympiaauswahl, Eugene Galekovic, in Konkurrenz. Ein ungewöhnliches Rotationssystem von Trainer Ernie Merrick sah für beide Torhüter in der Saison 2005/06 dieselbe Anzahl an Einsätzen vor. Nachdem die Saison mit einem enttäuschenden siebten Platz geendet hatte, wurde zur neuen Saison der Torhüterposten fest vergeben und Theoklitos konnte sich dabei durchsetzen. Als Sieger der regulären Saison zog man in die Finals ein und setzte sich dort zunächst im Halbfinale und anschließend im Meisterschaftsfinale jeweils gegen Adelaide durch. Theoklitos blieb dabei in elf von 20 absolvierten Partien ohne Gegentreffer und erhielt die Auszeichnung als bester Torhüter der Liga. Die folgende Saison verlief enttäuschend für Melbourne, als amtierender Meister konnte man sich nicht für die Finals qualifizieren. Theoklitos wurde trotz der mäßigen Saisonleistung seines Teams erneut zum besten Torhüter der Liga gewählt. In der Saison 2008/09 konnte man nach drei Partien in den Finals gegen Adelaide den Landesmeistertitel zum zweiten Mal erringen.
Im März 2009 stand er erstmals im Aufgebot der australischen Nationalmannschaft, war bei der 0:1-Niederlage gegen Kuwait aber hinter seinem früheren Kontrahenten Galekovic nur Reservekeeper. Im Sommer 2009 lehnte Theoklitos eine Vertragsverlängerung bei Melbourne ab und wechselte ablösefrei zum englischen Drittligisten Norwich City. Bei Norwich geriet sein Ligadebüt gegen Colchester United zum Debakel, als er bei der 1:7-Heimniederlage mehrere haltbare Bälle passieren ließ. Norwichs Trainer Bryan Gunn, der Theoklitos verpflichtet hatte, wurde wegen dieses Ergebnisses wenige Tage später entlassen, sein Nachfolger Paul Lambert setzte auf Ben Alnwick auf der Torhüterposition und berücksichtigte Theoklitos an den folgenden Spieltagen nicht. Nach einer Verletzung Alnwicks entschied sich Lambert zu einer Ausleihe von Fraser Forster und erklärte Theoklitos könne im Falle eines Angebots den Verein verlassen. Im März 2010 wurde sein Vertrag schließlich in gegenseitigem Einvernehmen aufgelöst und er kehrte in die australische A-League zurück. Dort unterschrieb er bei Brisbane Roar einen Drei-Jahres-Vertrag.
Im August 2012 wurde bekannt, dass Theoklitos seinen Nachnamen per Deed poll auf Theo verkürzt hat.

## Erfolge
auf Vereinsebene:
- Australischer Meister: 2006/07, 2008/09, 2010/11, 2011/12
- A-League Premiership: 2006/07, 2008/09, 2010/11

Individuell:
- A-League Goalkeeper of the Year: 2006/07, 2007/08, 2010/11
- PFA Team of the Year: 2008/09 (Ersatzbank), 2010/11